# Hammerschmiede (Insingen)
Hammerschmiede ist ein Gemeindeteil der Gemeinde Insingen im Landkreis Ansbach (Mittelfranken, Bayern). Hammerschmiede liegt in der Gemarkung Insingen.

## Geografie
Die Einöde mit nur einer Hausnummer und einigen Nebengebäuden liegt weniger als einen Kilometer östlich der Ortsgrenze von Insingen am Ufer des hier kurz links der oberen Tauber laufenden Mühlkanals. Ein Anliegerweg führt die Staatsstraße 2419 unterquerend nach Insingen (0,9 km westlich).

## Geschichte
Mit dem Gemeindeedikt (frühes 19. Jahrhundert) wurde der Ort dem Steuerdistrikt und der Ruralgemeinde Insingen zugewiesen.

### Baudenkmal
- Hammerschmiede 1: Ehemalige Hammerschmiede, Schopfwalmbau mit verputztem Fachwerkobergeschoss, 1798; Mansarddach-Scheune mit Fachwerkgiebel, gleichzeitig.[6]

### Einwohnerentwicklung
| Jahr      | 001818 | 001840 | 001861 | 001871 | 001885 | 001900 | 001925 | 001950 | 001961 | 001970 | 001987 |
| Einwohner | 8      | 10     | 5      | 8      | 3      | 11     | 7      | 7      | 7      | 6      | 4      |
| Häuser    | 2      | 1      |        |        | 1      | 1      | 1      | 1      | 1      |        | 1      |
| Quelle    | [ 8 ]  | [ 9 ]  | [ 10 ] | [ 11 ] | [ 12 ] | [ 13 ] | [ 14 ] | [ 15 ] | [ 16 ] | [ 17 ] | [ 1 ]  |

## Religion
Der Ort ist seit der Reformation evangelisch-lutherisch geprägt und bis heute nach St. Ulrich und Sebastian (Insingen) gepfarrt. Die Einwohner römisch-katholischer Konfession sind nach St. Laurentius (Bellershausen) gepfarrt.